# Скай Сити Мол
Sky City Mall е търговски център, намиращ се в източната част на София, в район „Слатина“. Той се намира на ул. „Коста Лулчев“ №52, до бившия завод „Електроника“.
Търговската площ на Sky City е 30 000 квадратни метра. В него има над 120 магазина, боулинг зала на 2 нива, кафе-сладкарница, ресторант, заведение за бързо хранене, фитнес център както и магазини на търговски вериги.

## Транспорт
В близост до търговския център минава трамвайнa линия 20, спираща на кръстовището на ул. „Коста Лулчев“ и бул. „Шипченски проход“, намиращо се на около 200 метра от търговския център.